# San José Tzal
San José Tzal es una comunidad indígena reconocida como comisaría del municipio de Mérida, en el estado de Yucatán, México. Pertenece al Pueblo Maya y está registrada en el Catálogo Nacional de Pueblos y Comunidades Indígenas y Afromexicanas del Instituto Nacional de los Pueblos Indígenas (INPI) bajo el número de registro 20223105001110007. Este reconocimiento se realiza conforme a diversas disposiciones legales y normativas nacionales e internacionales, entre ellas:
- Los artículos 1º, 2º y 133 de la Constitución Política de los Estados Unidos Mexicanos.[6]
- El Convenio 169 de la Organización Internacional del Trabajo (OIT) sobre Pueblos Indígenas y Tribales.[7]
- La Declaración de las Naciones Unidas sobre los Derechos de los Pueblos Indígenas.[8]
- La Declaración Americana sobre los Derechos de los Pueblos Indígenas.[9]
- La Constitución Política del Estado de Yucatán[10] y la Ley del Instituto Nacional de los Pueblos Indígenas.[11]

El reconocimiento formal de San José Tzal como comunidad indígena quedó registrado en el Diario Oficial de la Federación el 9 de agosto de 2024.

## Toponimia
El nombre San José Tzal deriva de José de Nazaret y del término "Tzalmí", un área que originalmente se ubicaba entre los actuales poblados de Hotzuc (Umán) y San José Tzal (Mérida), donde se desarrollaron los inicios del poblado bajo la encomienda de españoles.

## Localización
San José Tzal está localizado a 19 kilómetros al sur del centro de la ciudad de Mérida, lo que lo posiciona como una comunidad periurbana con un importante vínculo con Mérida, la capital del estado.

## Infraestructura
La comunidad cuenta con diversas instalaciones y servicios:
- Escuelas: Preescolar "Agustín Franco Villanueva", Primaria Matutina "Salvador Alvarado", Primaria Vespertina "Emiliano Zapata", Secundaria Técnica N.° 61, y Colegio de Bachilleres del Estado de Yucatán, Plantel San José Tzal.
- Centros religiosos: Parroquia San José y Purísima Concepción (Iglesia católica), una iglesia bautista, y el Salón del Reino de los Testigos de Jehová.
- Otras instalaciones: Oficina de la comisaría, Edificio Felipe Carrillo Puerto, y el complejo de unidades deportivas de San José Tzal.
- Parques: Parque Central Felipe Carrillo Puerto, Parque K’iwik, Parque Hábitat, Parque Camino Real, Parque Kampepem (Proyectado) y Parque San Martin (Proyectado).

## Apuntes sobre la historia olvidada de San José Tzal
San José Tzal se fundó como un rancho en 1851, cuando fue mencionado en registros de la parroquia de San Sebastián de Mérida. Durante la época colonial, la región se regía por sistemas de repúblicas indígenas y caciques, que posteriormente fueron reemplazados por estructuras como los ayuntamientos.
En el siglo XIX, San José Tzal comenzó a consolidarse como una comunidad independiente al ser un punto de atracción para familias en busca de tierras para cultivo. En 1915, como parte del reparto agrario, se asignaron tierras ejidales alrededor del pueblo, lo que fortaleció su economía y su estructura comunitaria.
La comunidad también destaca por su papel en la producción de henequén, eje económico de Yucatán hasta su crisis en los años 70. Durante este periodo, la población experimentó una transformación hacia actividades laborales urbanas, marcando una transición en su estructura económica.

### Origen y formación histórica
San José Tzal tuvo su origen tardío en comparación con otras localidades vecinas. Sus primeras menciones datan de 1851 como un pequeño rancho, producto del crecimiento de las haciendas y la expansión de la economía basada en la agricultura y el henequén. Aunque inicialmente dependía administrativamente de Mérida, la comunidad comenzó a desarrollar una identidad propia al consolidarse como un espacio habitado por familias que buscaban escapar de las presiones de las haciendas circundantes.

### Desarrollo demográfico y económico
Desde sus inicios como rancho, San José Tzal atrajo a habitantes en busca de tierras para el cultivo. Su población, que quintuplicó en menos de medio siglo, creció debido a su posición estratégica y la disponibilidad de tierras. El auge henequenero durante el siglo XIX impulsó la transformación económica, pero también limitó el acceso a tierras comunales, generando tensiones entre los habitantes y las haciendas vecinas. Este patrón se observa en otros pueblos de la región, como Kanasín y Umán, pero en Tzal tuvo particular relevancia debido a su origen como rancho.

### Resiliencia y autonomía
La resiliencia de San José Tzal se manifiesta en su capacidad para mantener una identidad comunitaria a pesar de las adversidades. Durante la Guerra de Castas (1847-1901), la comunidad permaneció en relativa estabilidad, ya que muchos habitantes buscaban protección en las haciendas circundantes. En el periodo posrevolucionario, con la reforma agraria impulsada por Salvador Alvarado, los habitantes de San José Tzal lograron recuperar tierras, lo que fortaleció su autonomía frente a las haciendas.

### Organización social y cultural
La estructura organizativa de San José Tzal refleja una simbiosis entre las formas tradicionales mayas y las instituciones coloniales. Durante el periodo colonial, las comunidades indígenas se regían por sistemas de cacicazgo y repúblicas de indios. Sin embargo, en el siglo XIX, estas figuras comenzaron a desdibujarse, siendo sustituidas por liderazgos locales más flexibles. La iglesia y las tradiciones culturales también jugaron un papel clave en la cohesión social, especialmente durante los periodos de crisis.

### Importancia regional
San José Tzal ha sido fundamental en la dinámica socioeconómica de Mérida y sus alrededores. Proveedor de mano de obra para las haciendas, este pueblo también se destacó por su contribución al desarrollo agrícola. En la actualidad, San José Tzal se enfrenta a los retos de la urbanización, pero sigue siendo un símbolo de resistencia cultural y adaptación. La historia de San José Tzal es un testimonio de la complejidad de las interacciones entre el poder central, las economías regionales y las comunidades locales. Su evolución desde un rancho a un pueblo autónomo refleja no solo los desafíos de su tiempo, sino también la capacidad de sus habitantes para construir una identidad colectiva en medio de la adversidad. San José Tzal es un ejemplo de cómo las pequeñas comunidades pueden influir en la configuración histórica y cultural de una región.

## Historia de San José Tzal
San José Tzal tuvo un origen tardío en comparación con otras comunidades cercanas. Su primera referencia documentada data de 1851, cuando aparece registrado como un rancho en una lista de la parroquia de San Sebastián de Mérida.
En 1868, se realizó el intestado de Aniceto Sulú y su esposa, María Prudencia Bool, vecinos del rancho. Este registro indica que dejaron dos paños de tierra y dos solares con casas de paja, valorados en 260.38 pesos y 80 pesos, respectivamente. Este hecho evidencia la importancia del rancho como unidad económica y habitacional en la época. La documentación de este intestado se encuentra en el Archivo General del Estado de Yucatán (AGEY), en el volumen de Justicia Civil, 193, expediente 27, 1874-1880.
Durante la época colonial, los pueblos se regían bajo el sistema de la República de Indios, en el cual un cacique encabezaba la estructura administrativa, apoyado por alcaldes y regidores. Sin embargo, con la promulgación de la Constitución de Cádiz de 1812, las repúblicas de indios desaparecieron y se instauraron ayuntamientos que integraban tanto a indígenas como a no indígenas. Aunque en 1824 se limitaron los ayuntamientos a ciudades y cabeceras de partido, los pueblos más pequeños fueron gobernados por juntas municipales o alcaldes auxiliares.
En 1841, la Constitución local de Yucatán ratificó la instalación de ayuntamientos en ciudades y cabeceras, mientras que los jueces de paz asumieron el control en poblaciones menores. En este contexto, se presume que San José Tzal se consolidó como pueblo en 1878, cuando varios ranchos del noroeste de Mérida recibieron autorización para transformarse en comunidades formales. En 1851, la población del rancho consistía en 18 españoles y 83 indígenas. Para el cambio de siglo, la población se había quintuplicado debido a su atractivo para nuevos habitantes en busca de tierras cultivables y oportunidades económicas.

### Reparto de tierras
En 1915, como parte del reparto agrario, se asignaron terrenos ejidales en San José Tzal:
- Al norte, en tierras de la hacienda Campepén, propiedad del doctor José Palomeque, se demarcó un lote de 36 hectáreas (900 mecates).
- Al poniente, junto a las casas del pueblo, se trazó un área de 24 hectáreas (600 mecates) en terrenos pertenecientes a la hacienda Hotzuc, propiedad de Augusta Fajardo, viuda de Escalante.
- Al sur, se asignaron terrenos de la hacienda Texán y la hacienda Chuctuac, sumando un total de 106 hectáreas.

Estos repartos están documentados en el Diario Oficial del Gobierno del Estado de Yucatán (5 de junio de 1915).

### Desarrollo de infraestructura
El crecimiento de San José Tzal incluyó la mejora de su infraestructura. El 31 de diciembre de 1915, se emitió una convocatoria dirigida a maestros alarifes para la construcción de la Casa Municipal, bajo la supervisión de la Comandancia Militar de Mérida. Este hecho marcó un hito en la consolidación del pueblo como una comunidad organizada y en desarrollo.
Análisis de la historia de San José Tzal: Durante la época colonial, los pueblos se regían a través de la república de indios; a la cabeza estaba un cacique con alcaldes, regidores y otros señores principales. Con la Constitución de Cádiz de 1812 las repúblicas de indios desaparecieron, aunque fueron reinstaladas posteriormente. También a raíz del documento gaditano se instalaron ayuntamientos (que incluían tanto a indígenas como a quienes no lo eran), aunque en 1824 cambió la legislación y sólo se conservaron en las ciudades más grandes de la península y en las cabeceras de partido (que eran las diferentes jurisdicciones político-administrativas). Los pueblos restantes se rigieron por juntas municipales a cargo de alcaldes conciliadores y en los más pequeños alcaldes auxiliares. El esquema anterior tuvo algunos cambios según se tratara de los gobiernos centralistas o los federalistas. En 1841, y a raíz de la promulgación de la Constitución local, se ratificó la instalación de ayuntamientos en ciudades, villas y cabeceras de partido. Donde no los hubiese, ejercerían el poder los alcaldes municipales y en las poblaciones pequeñas menores, jueces de paz (ver Tapia, 1985:130-134).
Quizá Tzal surgió como pueblo en 1878 cuando se dio autorización a varios ranchos del noroeste de Mérida a erigirse como tal (Rodríguez loza, 1985, vol. 2, 121, 167). por último, san José Tzal surgió a mediados del siglo XIX como rancho; en 1851 residían ahí 18 españoles y 83 indios (Dumond, 1982: 157). Cincuenta años después, la población se había quintuplicado, pues resultó un polo de atracción para nuevos habitantes en búsqueda de tierras y oportunidades.
En san José Tzal hubo reparto de tierras. A un kilómetro al norte de la iglesia, en tierras de la hacienda Campepén (k´ampeepem)propiedad del doctor José Palomeque, se señaló un lote de 600 metros (36 hectáreas o 900 mecates) por cada lado en tierras. al poniente y lindando con casas del pueblo un rombo de 600 x 400 metros (500 mecates) en terrenos de monte pertenecientes a la hacienda Hotzuc, propiedad de augusta Fajardo, viuda de escalante. al sur se trazó un lote de 24 hectáreas, 600 mecates, en Texan propiedad de la compañía. por último, siguiendo con el sur se asignó otro terreno de 600 mecates en los montes de la hacienda Chuctuac, de sergio padrón, haciendo un total 106 hectáreas (Diario Oficial del Gobierno del Estado de Yucatán (República Mexicana, 5 de junio de 1915, pp. 1621-1622.). San José Tzal empezó asimismo a ampliar su infraestructura el 31 de diciembre de 1915 se convocaba a los maestros alarifes que quisieran encargarse de la construcción de la casa municipal, a cuyo fin deberían entenderse con la Comandancia militar de Mérida (Diario Oficial del Gobierno del Estado de Yucatán (República Mexicana, viernes 31 de diciembre de 1915).

## Las haciendas en Yucatán
Las haciendas en Yucatán fueron organizaciones agrarias que surgieron a finales del siglo XVII y en el curso del siglo XVIII a diferencia de lo que ocurrió en el resto de México y en casi toda la América hispana, en que estas fincas se establecieron casi inmediatamente después de la conquista y durante el siglo XVII. En Yucatán, por razones geográficas, ecológicas y económicas, particularmente la calidad del suelo y la falta de agua para regar, tuvieron una aparición tardía.
Una de las regiones de Yucatán en donde se establecieron primero haciendas maiceras y después henequeneras, fue la colindante y cercana con Mérida. A lo largo de los caminos principales como en el "camino real" entre Campeche y Mérida, también se ubicaron estas unidades productivas. Fue el caso de los latifundios de Yaxcopoil, Xtepén, Uayalceh, Temozón, Itzincab y San Antonio Sodzil.
Ya en el siglo XIX, durante y después la llamada guerra de Castas, se establecieron las haciendas henequeneras en una escala más amplia en todo Yucatán, particularmente en la región centro norte, cuyas tierras tienen vocación para el cultivo del henequén. 
En el caso de San José Tzal, al igual que la mayoría de las otras haciendas, dejaron de serlo, con peones para el cultivo de henequén, para convertirse en un ejido, es decir, en una unidad colectiva autónoma, con derecho comunitario de propiedad de la tierra, a partir del año 1937, después de los decretos que establecieron la reforma agraria en Yucatán, promulgados por el presidente Lázaro Cárdenas del Río. El casco de la hacienda permaneció como propiedad privada.

## Cuadro de Haciendas
Apuntes sobre la historia olvidada de cholul, kanasín, san josé tzal y umán.
Cuadro 6. Haciendas de Cholul, Kanasín y Tzal
| Cholul                   | Kanasín             | Tzal       |
| san pedro                | Teya                | Tzacala    |
| Xcanán                   | Mulchechén          | petac      |
| san jose de buenos aires | san antonio tehuitz | pebá       |
| Kabcanchén               | san pedro noh pat   | Cancabchén |
| santa gertrudis copó     | San antonio Xioly   | Tixcuyún   |
| Tixcuytun                | subinkancab         | Cacao      |
| Xcanatun                 | petectunich         | Texan      |
| Chaksikín                | san antonio kaua    | sotuta     |
| Kankiriché               | santa rita          | Hutzuc     |
|                          | Ticimul             |            |
|                          | san jose            |            |
|                          | Kancabchen          |            |
|                          | Misne               |            |
|                          | san pedro           |            |
|                          | Xelpak              |            |

## Demografía
De acuerdo con el Censo de Población y Vivienda 2020, la población de San José Tzal asciende a 4,428 habitantes, distribuidos en:
- 2,288 hombres y 2,140 mujeres.
- Población infantil (0 a 14 años): 1,294 personas.
- Población joven (15 a 29 años): 1,119 personas.
- Población adulta (30 a 59 años): 1,634 personas.
- Población mayor (60 años y más): 345 personas.

El grado promedio de escolaridad es de 7.63 años, con ligeras diferencias entre hombres (7.87) y mujeres (7.37).
- Página web oficial

## Rasgos identitarios y estigma: la nueva ruralidad en San José Tzal.[15]
Orígenes históricos y estructura social
Fundado como parte del ejido agrario en 1934, San José Tzal emergió como un asentamiento agrícola vinculado a la producción de henequén, eje económico de la región. Su estructura social inicial se basó en comunidades campesinas organizadas alrededor del ejido y actividades colectivas tradicionales. Sin embargo, la caída del mercado del henequén en los años 70 marcó un punto de inflexión. Con ello, la población debió migrar laboralmente hacia Mérida, generando una transición gradual hacia actividades urbanas y un debilitamiento de las labores agrícolas tradicionales.
A lo largo de su historia, el pueblo ha mantenido formas de organización basadas en la participación comunitaria. Comités locales organizan festividades como la dedicada a la Virgen de la Asunción, mientras que la asamblea ejidal continúa siendo un espacio clave para tomar decisiones respecto a la tierra y los recursos.
Transformaciones económicas y urbanización
El declive de la agroindustria henequenera llevó a un éxodo de habitantes hacia el mercado laboral urbano en Mérida, lo que transformó profundamente la dinámica económica de San José Tzal. En los años 80, solo 125 de los 250 ejidatarios permanecían en actividades agrícolas (activos en dicho momento), mientras que el resto se había incorporado al mercado de trabajo citadino en empleos de baja remuneración.
La expansión de Mérida durante las últimas décadas intensificó esta transición. Las mejoras en infraestructura, como la red eléctrica y el transporte, conectaron a San José Tzal con la capital, transformando su carácter de comunidad rural en uno periurbano. A pesar de ello, su localización al sur de Mérida y su bajo índice de plusvalía han mantenido la zona relativamente aislada de grandes proyectos inmobiliarios, preservando en cierta medida sus características originales.
Resiliencia cultural e identidad local
A pesar de la influencia de la urbanización, San José Tzal ha logrado mantener elementos significativos de su identidad cultural. Tradiciones como las vaquerías, el hetzmek (ritual de paso infantil) y el cha’ chaak (ritual de petición de lluvias) continúan practicándose, aunque con menor frecuencia. La lengua maya sigue siendo un símbolo identitario importante, hablada por el 60% de la población, aunque enfrenta el riesgo de perderse entre las generaciones más jóvenes debido al predominio del español en contextos urbanos.
El estigma asociado con los apellidos mayas y la apariencia física, enraizado en prejuicios históricos, ha llevado a estrategias de ocultamiento entre los habitantes de San José Tzal en su interacción con la ciudad. Sin embargo, estas dinámicas también han reforzado en algunos casos la valoración de su herencia cultural como un acto de resistencia frente a la discriminación.
La tierra como eje de resistencia
La tenencia de la tierra ha sido central en la identidad y organización comunitaria. Desde la creación del ejido, San José Tzal ha enfrentado desafíos por parte de las políticas urbanísticas, como la ampliación de la Reserva Ecológica Cuxtal, que restringió el uso de parte de su territorio. Este conflicto evidenció la capacidad de la comunidad para organizarse en defensa de sus derechos, reforzando su sentido de pertenencia y autonomía.
La parcelación del ejido en los años 90, producto de reformas al artículo 27 constitucional, también generó tensiones internas. A pesar de estas dificultades, muchos ejidatarios decidieron preservar sus tierras, valorándolas no solo como un recurso económico, sino también como un legado simbólico.
Retos y oportunidades actuales
En el presente, San José Tzal se encuentra en una encrucijada entre preservar su identidad local y adaptarse a las demandas de una ciudad en expansión. Las generaciones más jóvenes se han desvinculado en gran medida de las actividades agrícolas, buscando oportunidades en el mercado laboral citadino. Sin embargo, las prácticas culturales, las festividades y el vínculo simbólico con la tierra continúan siendo un anclaje importante para la comunidad.
La urbanización ha traído consigo beneficios como el acceso a servicios básicos y educación, pero también ha implicado desafíos relacionados con el estigma social y la desigualdad económica. La comunidad enfrenta el reto de integrar estos cambios sin perder su identidad y cohesión social.
San José Tzal es un ejemplo de cómo las comunidades rurales enfrentan y adaptan los impactos de la urbanización. Su historia refleja una resistencia constante frente a las fuerzas económicas y políticas que han transformado su entorno. A través de la organización comunitaria, la preservación de prácticas culturales y la revaloración de su identidad, los habitantes de San José Tzal han demostrado que es posible construir un futuro que combine modernidad y tradición. Este caso nos invita a reflexionar sobre el equilibrio necesario entre desarrollo urbano y preservación cultural en las periferias rurales de las ciudades mexicanas.

## La participación femenina en la economía familiar en San José Tzal.[16]
La participación de las mujeres en las comunidades rurales de Yucatán ha sido un eje central en la economía familiar y comunitaria, particularmente en San José Tzal, una de las comisarías meridanas con una rica historia de transformación socioeconómica. Recordemos que San José Tzal, surgió como una comunidad agrícola dedicada al cultivo del henequén. En esta economía dominada por el agave, las mujeres tenían un papel dual: gestionaban el hogar y participaban activamente en labores del campo. Desde edades tempranas, muchas se involucraban en tareas específicas como "desespinar" las hojas de henequén y organizar su traslado a las desfibradoras. Esta contribución femenina reflejaba una dinámica de trabajo familiar en la que la unidad económica básica giraba en torno al ejido y las labores compartidas.
Impacto de la crisis henequenera en la participación femenina
La crisis del henequén en los años 70 marcó un punto de inflexión en la economía de San José Tzal. La caída de los precios internacionales y el surgimiento de fibras sintéticas provocaron una drástica reducción de las actividades agrícolas, obligando a las familias a diversificar sus fuentes de ingreso. Las mujeres asumieron un rol central en esta transición. Muchas buscaron empleo fuera de la comunidad, principalmente como trabajadoras domésticas en Mérida. Este fenómeno, conocido como migración pendular, permitió que sus ingresos se convirtieran en la base económica para la subsistencia de sus familias.
La inserción femenina en el mercado laboral urbano también enfrentó resistencias culturales. En algunos casos, los esposos desaprobaban que sus parejas trabajaran fuera de la comunidad debido al estigma social. Sin embargo, las necesidades económicas prevalecieron, y las mujeres demostraron ser agentes clave en la reorganización económica familiar.
Estrategias productivas y organización social
A pesar de las dificultades, las mujeres de San José Tzal desarrollaron estrategias de adaptación que fortalecieron su posición en las unidades domésticas. Aunque el cultivo del henequén y la milpa siguieron siendo actividades marginales, las mujeres encontraron en el trabajo doméstico urbano una fuente constante de ingresos. Este cambio permitió una redistribución de roles dentro de las familias, otorgándoles mayor autonomía en la toma de decisiones financieras.
A diferencia de Komchén, donde se impulsaron proyectos agrícolas como la horticultura y fruticultura, en San José Tzal los programas agropecuarios se centraron en la ganadería, que empleaba menos mano de obra. Esto limitó las oportunidades locales para las mujeres, reforzando su dependencia del trabajo urbano. No obstante, esta migración laboral femenina consolidó redes de apoyo comunitario, donde las mujeres mayores asumían el cuidado de los nietos mientras sus hijas trabajaban fuera.
Impacto cultural y nuevas percepciones sobre el rol femenino
La participación económica de las mujeres no solo transformó la economía familiar, sino también las dinámicas culturales de la comunidad. Tradicionalmente, las mujeres estaban subordinadas a las figuras masculinas en las decisiones del hogar. Sin embargo, su contribución económica cambió esta percepción, otorgándoles mayor respeto y autoridad. En la actualidad, esta transformación ha influido en las generaciones jóvenes, quienes consideran el trabajo femenino como una oportunidad para mejorar la calidad de vida familiar.
El acceso de las mujeres al mercado laboral también impulsó cambios en la educación y la movilidad social. Muchas madres priorizaron la escolarización de sus hijos, utilizando sus ingresos para garantizar una mejor formación académica, especialmente para los varones. Este enfoque refleja un cambio generacional en los valores asociados al trabajo y la educación.
Retos y perspectivas actuales
Aunque la participación femenina ha sido fundamental para la resiliencia económica de San José Tzal, persisten desafíos relacionados con la equidad de género y las oportunidades laborales. Las mujeres aún enfrentan jornadas dobles, combinando sus responsabilidades domésticas con el trabajo remunerado. Además, la falta de proyectos productivos sostenibles en la comunidad limita sus posibilidades de desarrollo local, obligándolas a depender del empleo urbano.
En el contexto actual, el fortalecimiento de programas comunitarios que integren a las mujeres como agentes clave de desarrollo podría ser una solución viable. Proyectos enfocados en el emprendimiento femenino, el acceso a créditos y la capacitación laboral serían herramientas esenciales para consolidar su autonomía económica. La historia de San José Tzal ilustra cómo la participación femenina ha sido un motor esencial en la adaptación y supervivencia económica de las comunidades rurales. A través de su resiliencia y capacidad de organización, las mujeres han transformado no solo sus hogares, sino también las estructuras sociales de su comunidad. Reconocer y fortalecer su rol en el desarrollo local es fundamental para garantizar un futuro más equitativo y sostenible en la comunidad Originaria de San José Tzal.

## Galería

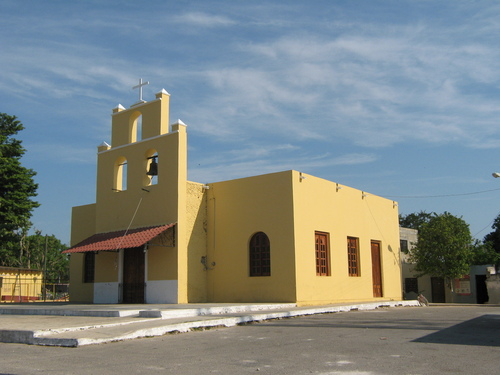
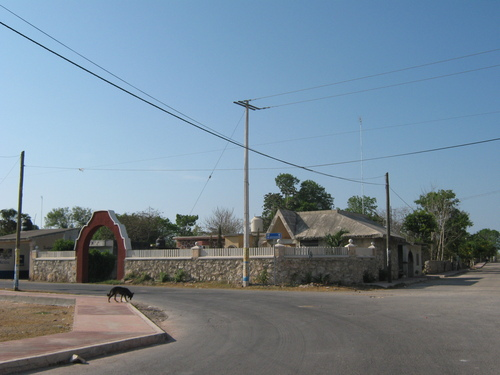
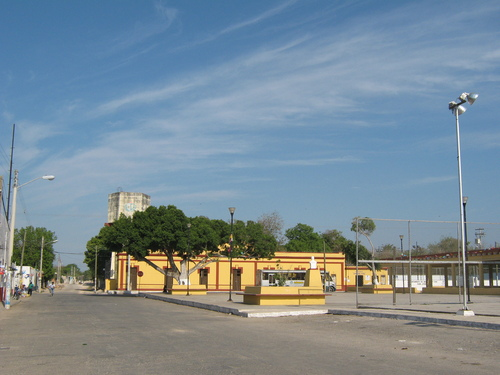
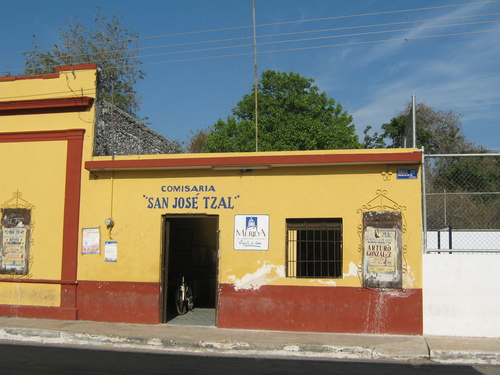
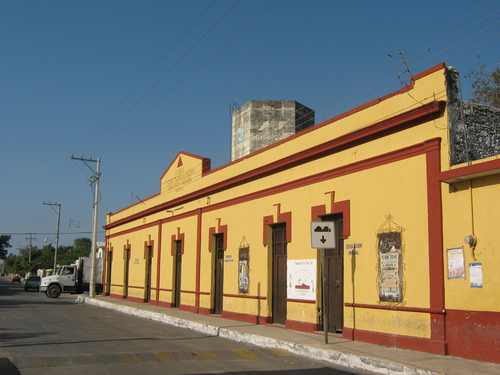
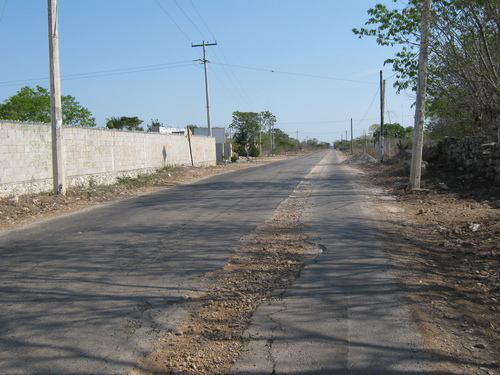
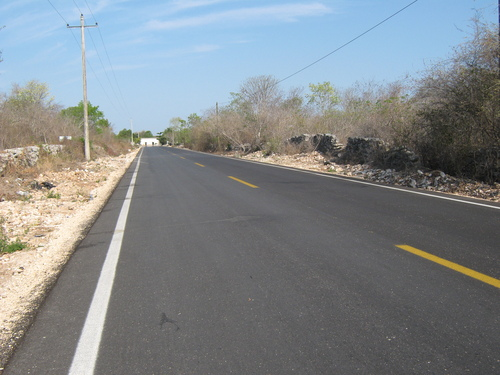
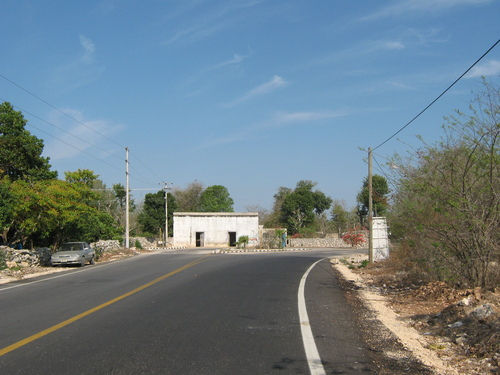
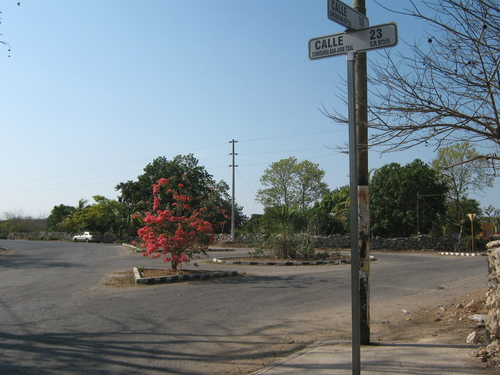
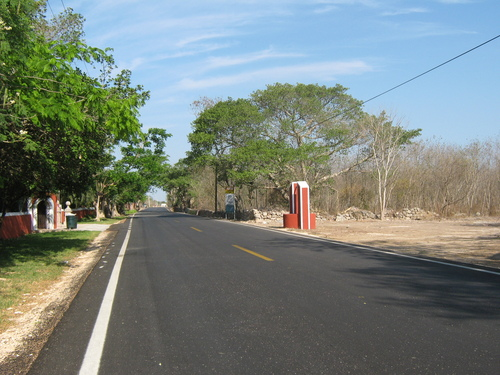
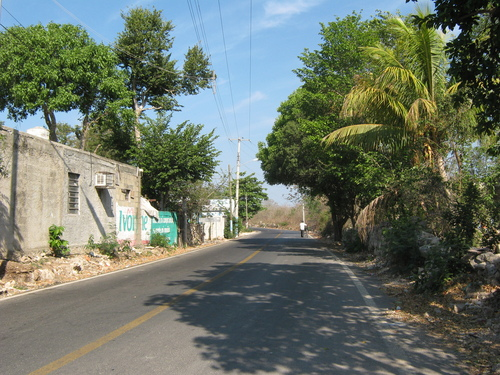
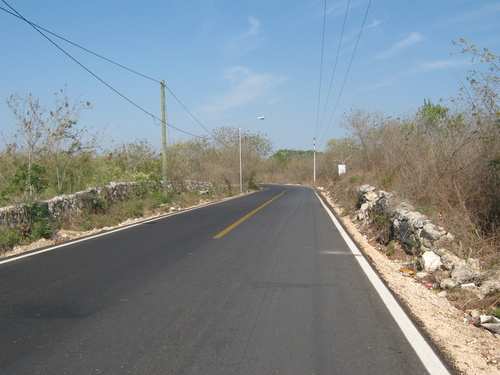
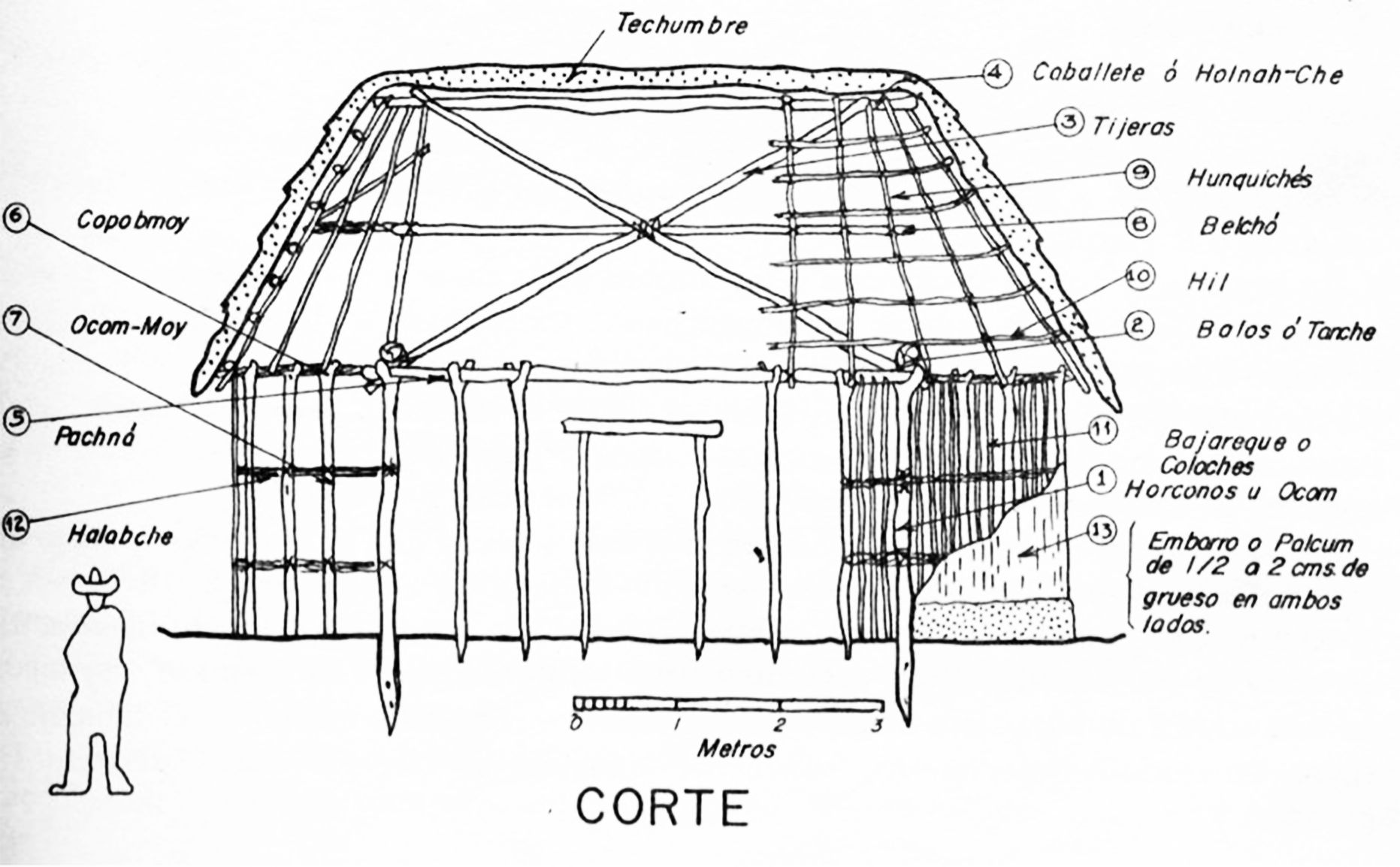
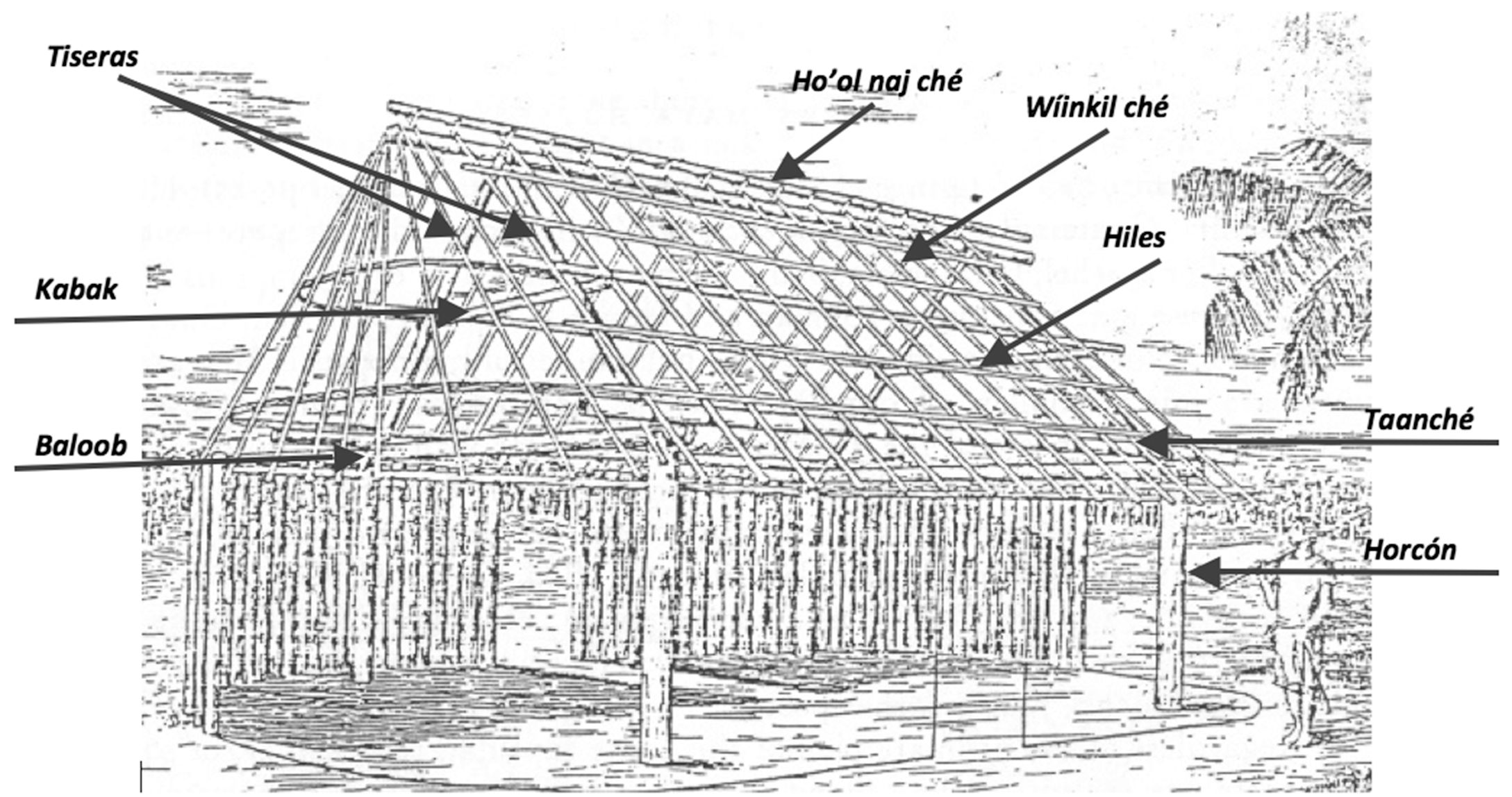
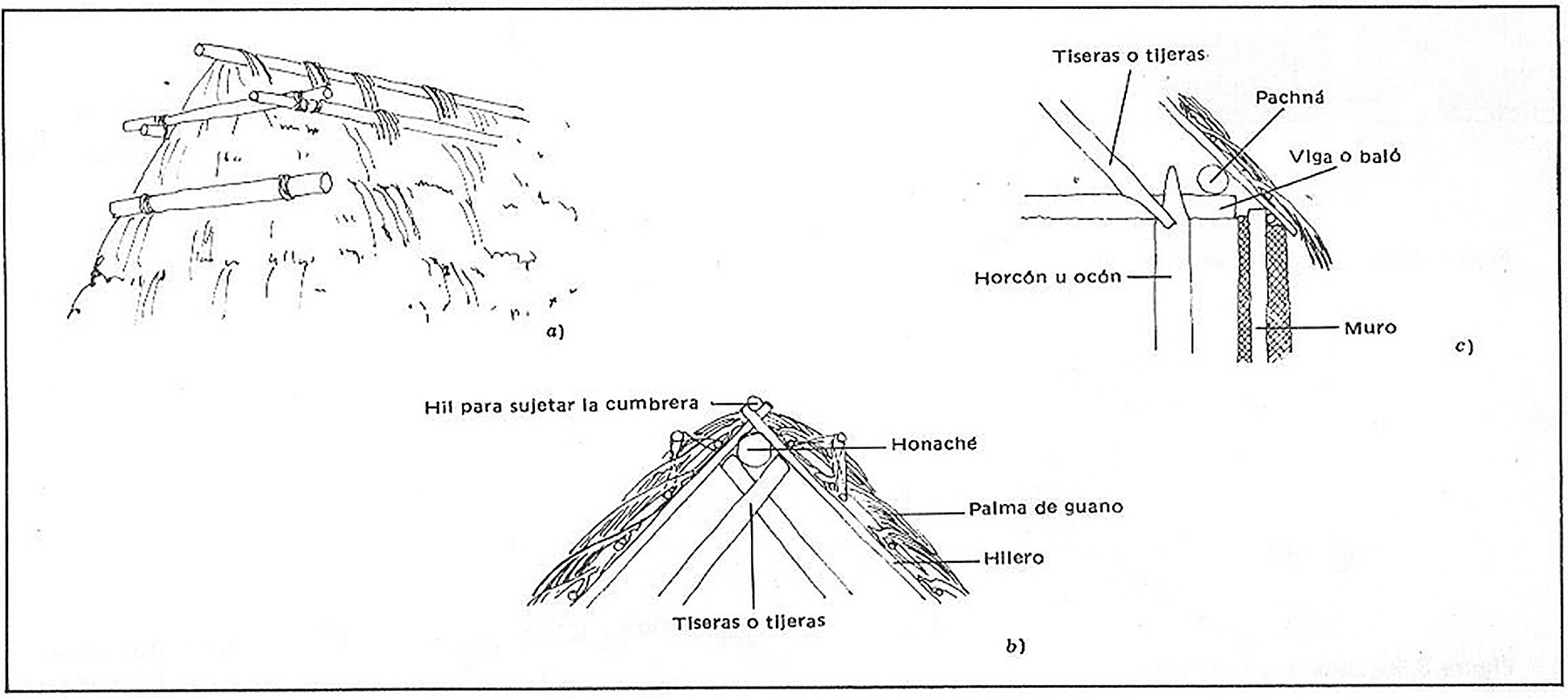
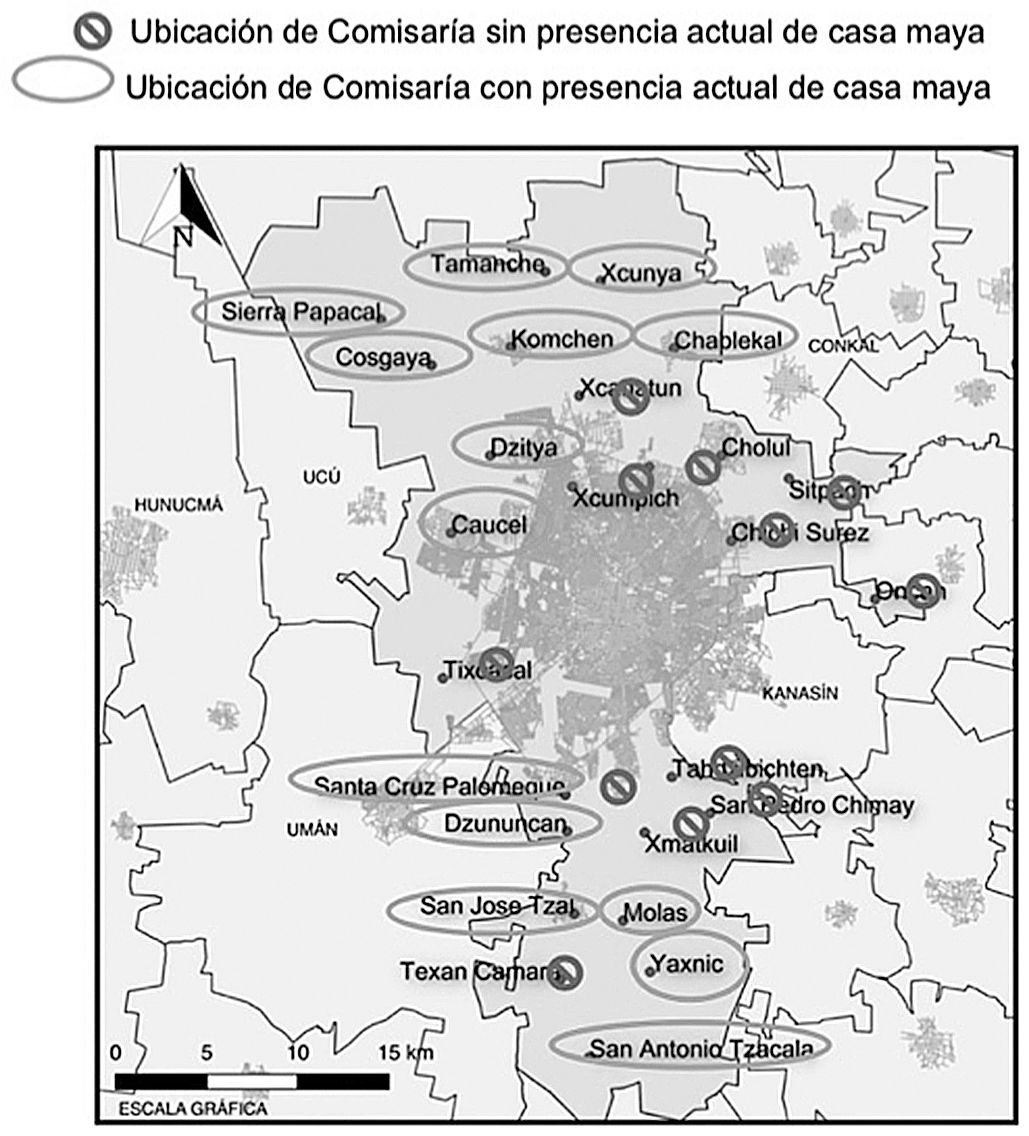
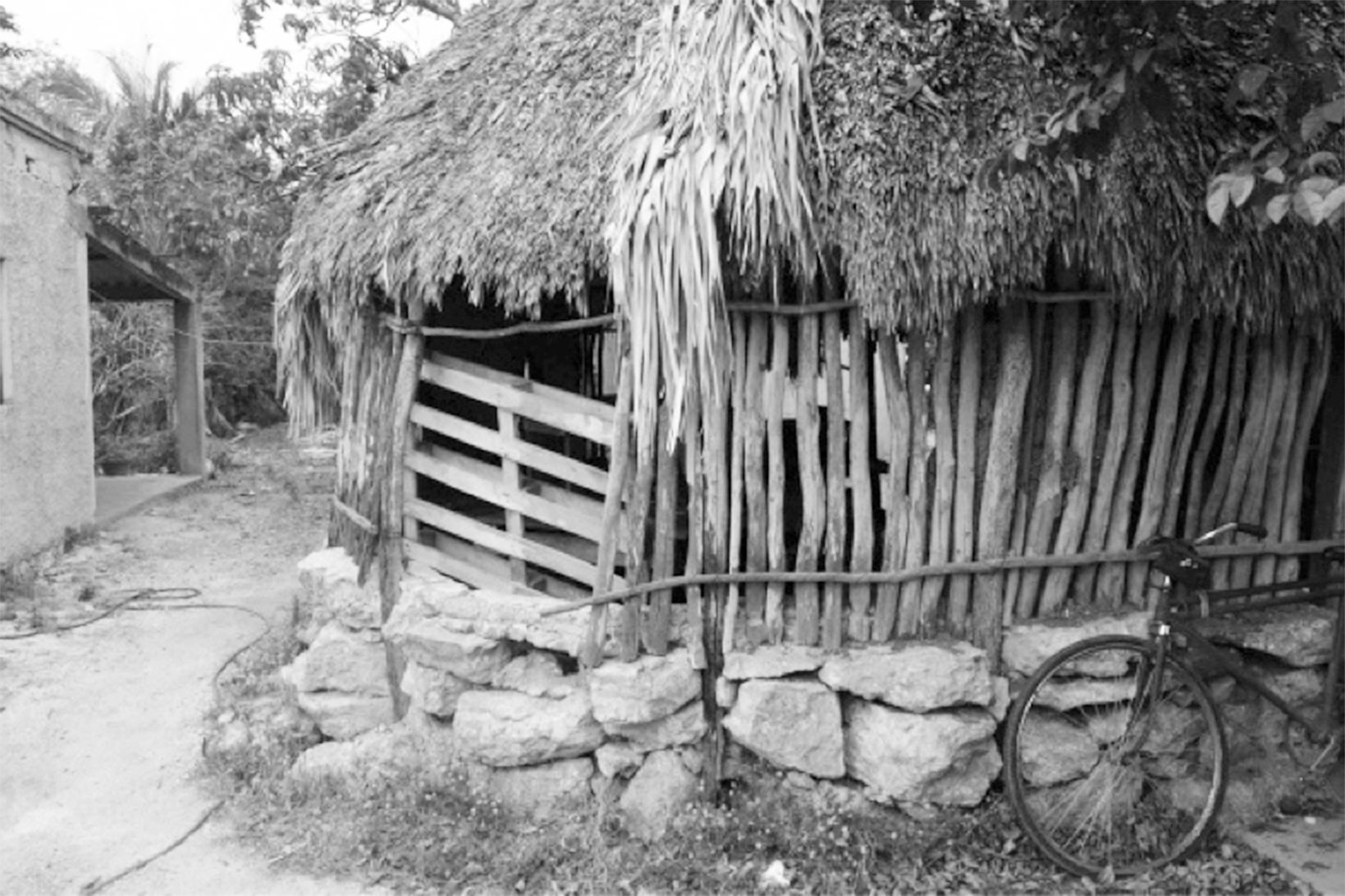
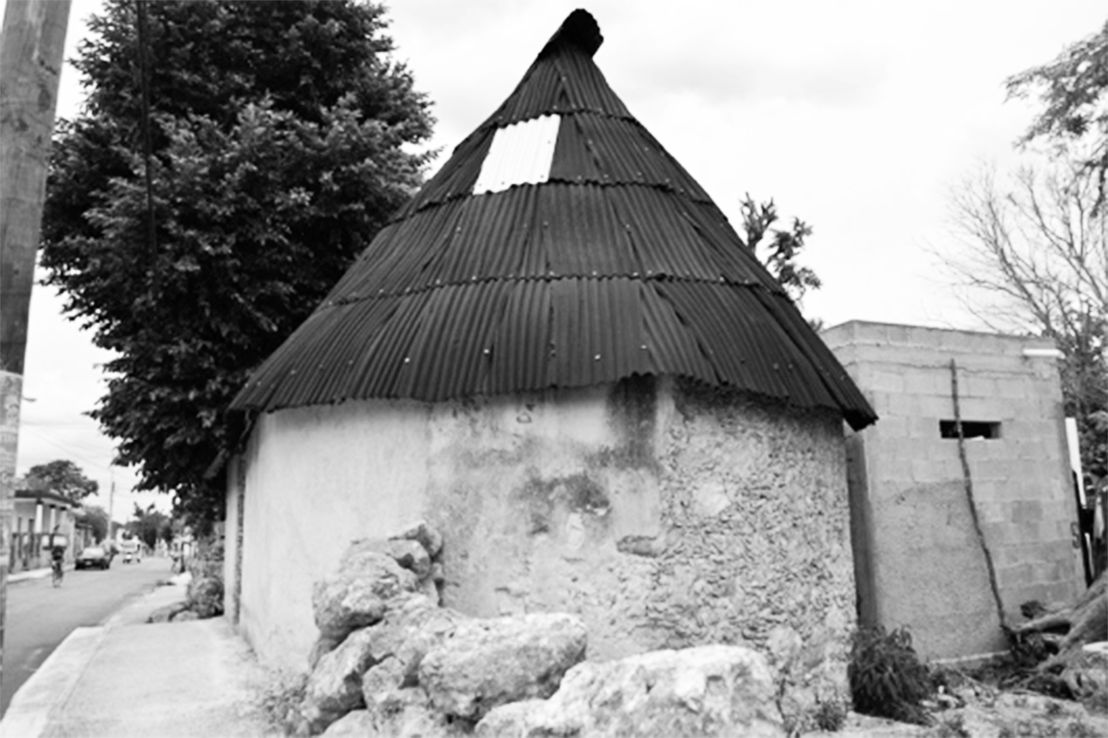
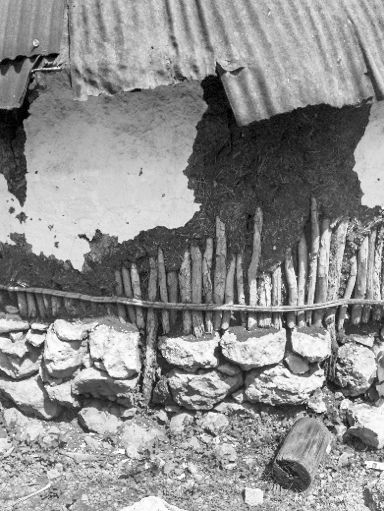
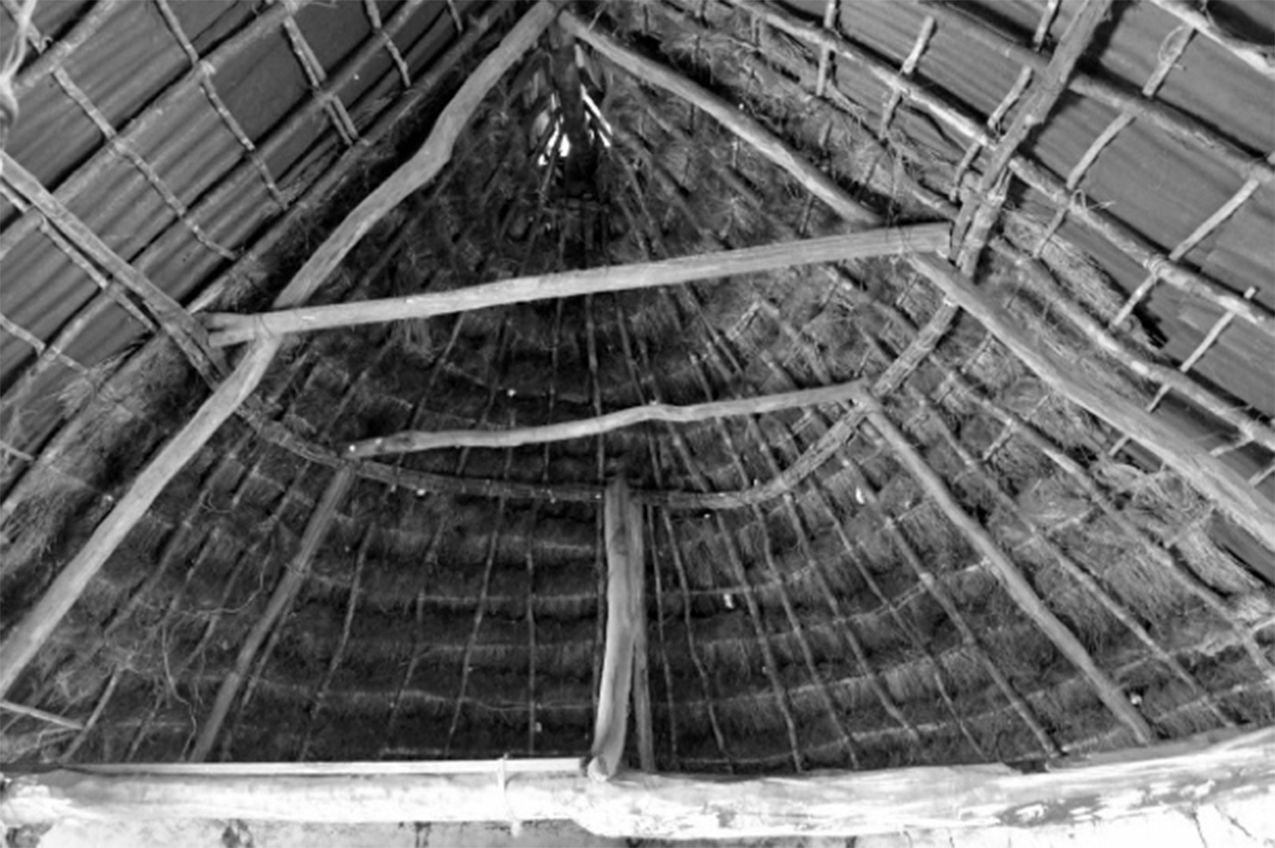
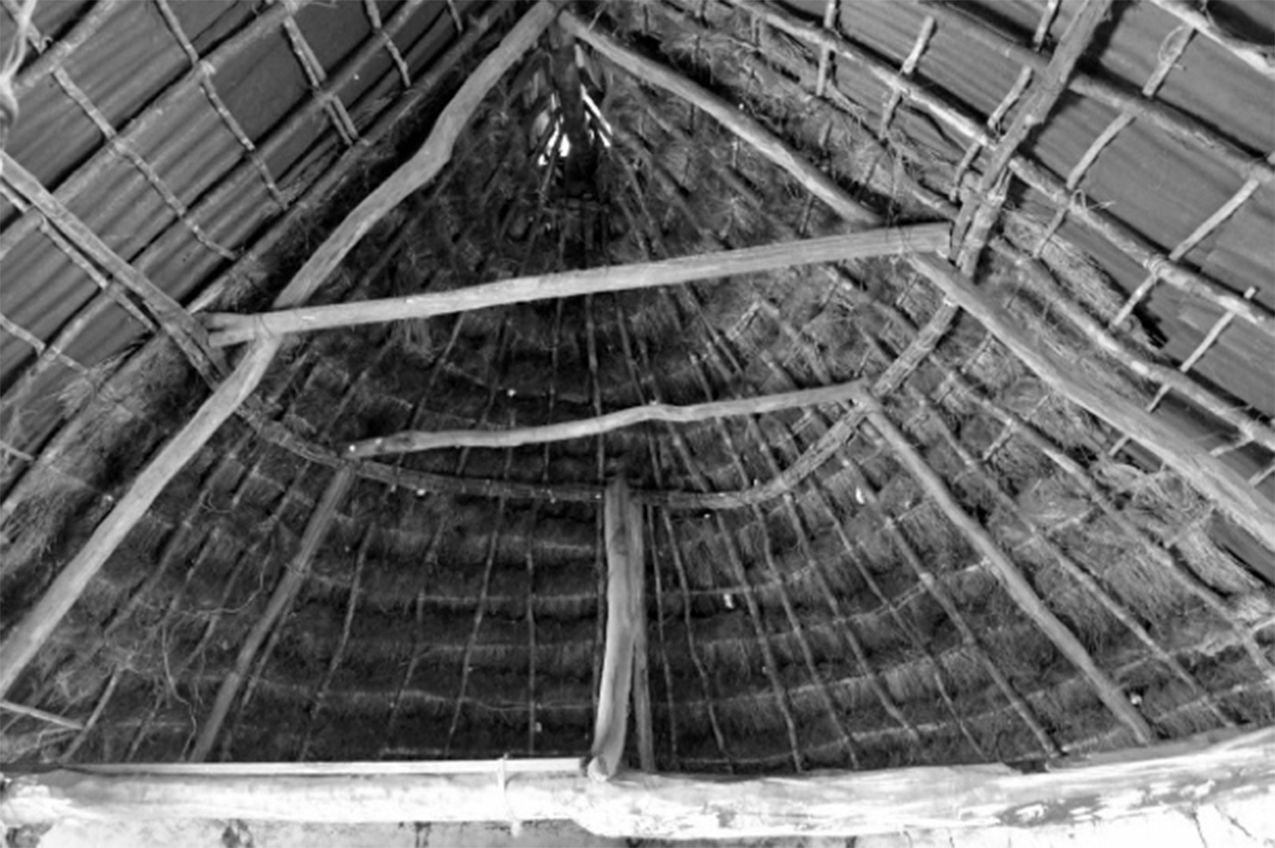
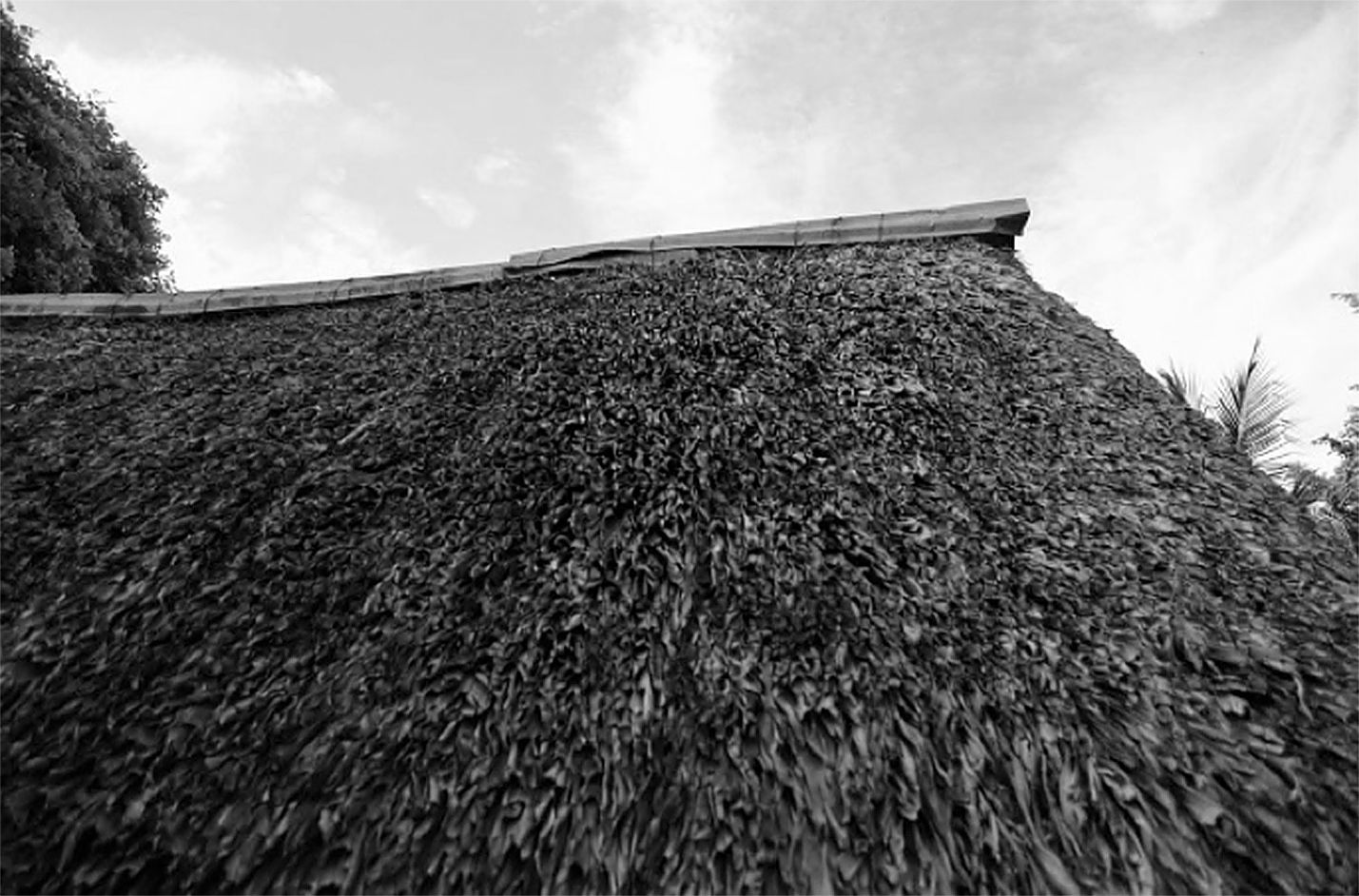
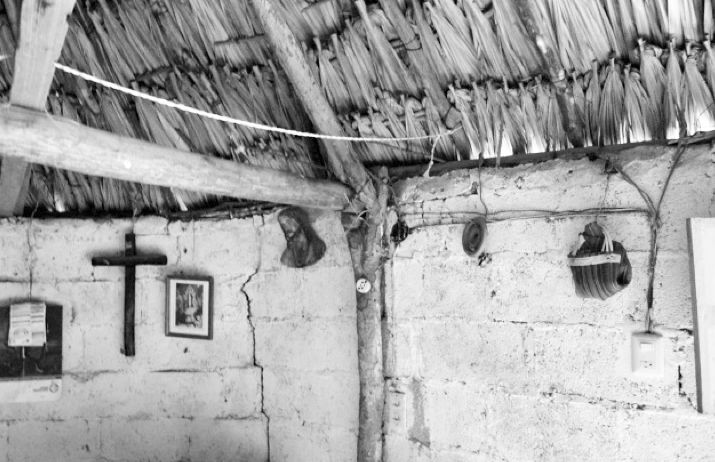
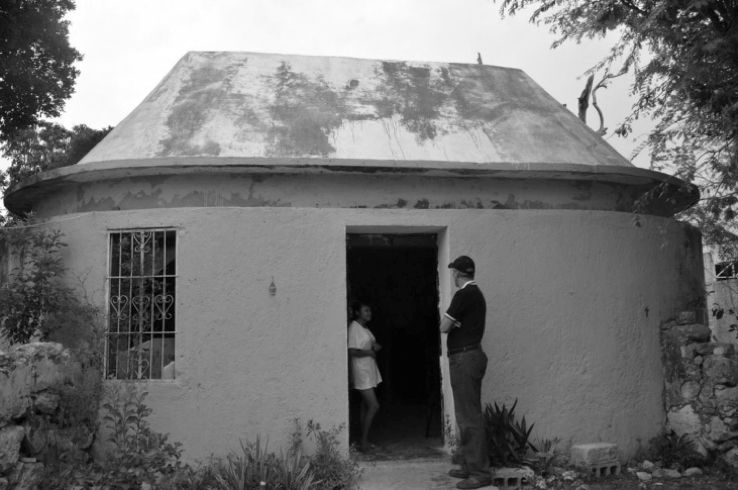
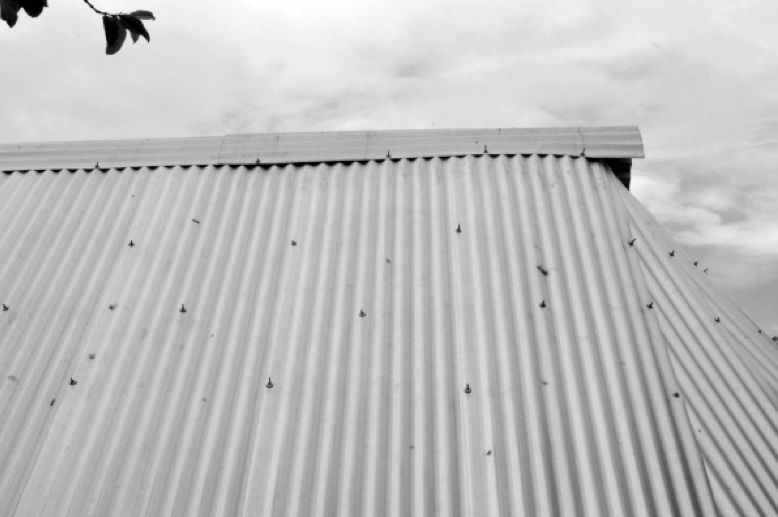
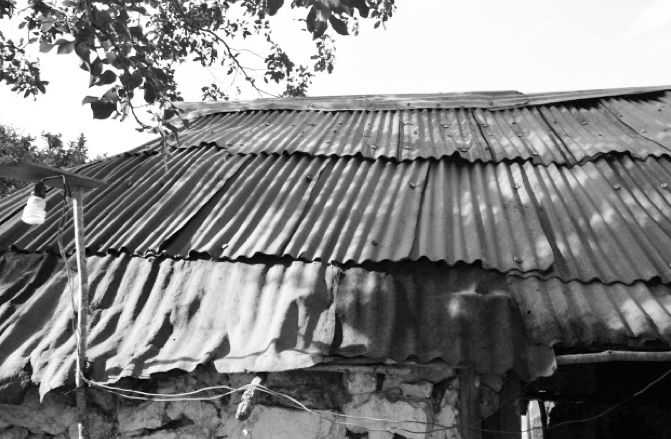

## Educación
Análisis gráfico y estadístico de la Educación en San José Tzal

## La vitalidad lingüística del maya en San José Tzal[18]
San José Tzal ofrece un ejemplo valioso de cómo una comunidad puede enfrentar los desafíos de la urbanización y la modernización mientras busca preservar su identidad lingüística y cultural. La continuidad del maya en esta localidad depende en gran medida de iniciativas comunitarias, apoyo institucional y un compromiso intergeneracional para transmitir y valorar la lengua. Este caso subraya la importancia de políticas lingüísticas específicas y del empoderamiento de las comunidades mayahablantes para garantizar la vitalidad del idioma en el futuro.
San José Tzal, es un caso destacado dentro del estudio de la vitalidad lingüística del maya en la región. Esta localidad refleja dinámicas particulares de transmisión, uso y valoración de la lengua maya, influenciadas por su historia, ubicación y características sociales. La lengua maya ha sido históricamente el principal medio de comunicación en San José Tzal, con una transmisión intergeneracional relativamente estable en comparación con otras localidades periurbanas de Mérida. Según los datos recopilados, la mayoría de los habitantes adultos mayores adquirieron el maya como lengua materna, principalmente a través de la interacción con sus padres y abuelos. En contraste, entre los niños y jóvenes, aunque aún prevalece el maya como lengua materna en muchos casos, se observa un aumento del bilingüismo y, en algunos casos, una preferencia por el español.
El cuestionario aplicado a los habitantes de San José Tzal reveló que el 73% de los hijos de los encuestados entienden el maya, pero solo el 60% de estos lo hablan de manera fluida. Este dato destaca la creciente pérdida de la competencia activa en la lengua, atribuida a factores como la escolarización en español, la migración pendular hacia Mérida y la influencia de los medios de comunicación. Sin embargo, San José Tzal mantiene una de las tasas más altas de uso del maya en comparación con otras localidades estudiadas.
En el ámbito familiar, el maya sigue siendo la lengua predominante en muchas interacciones. La mayoría de las familias utilizan esta lengua en el hogar, especialmente para comunicarse con los abuelos y otros miembros mayores. Además, actividades culturales y religiosas, como las festividades patronales y los rituales tradicionales, contribuyen a la preservación del uso del maya en contextos comunitarios. Las conversaciones en maya también son comunes en espacios públicos dentro de la comunidad, como parques y mercados.
La escolaridad de los habitantes de San José Tzal es un factor clave en la dinámica lingüística. Todos los encuestados reportaron tener algún grado de escolaridad, siendo la primaria y secundaria los niveles más comunes. La enseñanza en español en las escuelas locales ha sido identificada como una de las principales causas de la disminución en la transmisión del maya entre generaciones jóvenes. No obstante, existe un interés creciente por parte de la comunidad en incluir el maya en los programas educativos. Muchos padres expresaron su deseo de que sus hijos aprendan a leer y escribir en maya, además de hablarlo. La mayoría de los encuestados considera importante mantener el uso del maya, tanto a nivel familiar como comunitario. Las razones incluyen preservar las tradiciones culturales, mantener la conexión con los ancestros y reforzar la identidad étnica. Además, se identificó un fuerte deseo de que el maya se utilice más ampliamente, incluso en Mérida y otras áreas urbanas.
En términos de discriminación, los habitantes en San José Tzal reportan menos experiencias negativas en comparación con otras localidades. Esto podría atribuirse a la cohesión social dentro de la comunidad y a la prevalencia del uso del maya en la vida cotidiana. Sin embargo, algunos mencionan casos en los que el español se considera necesario para interactuar con personas externas a la comunidad, lo que refleja una percepción de prestigio asociado al español en contextos urbanos.
Los medios de comunicación también desempeñan un papel importante en la vitalidad lingüística del maya de San José Tzal, varios habitantes mencionan que disfrutan programas de radio y televisión en maya, como el noticiario en lengua maya del Canal 13. Sin embargo, también señalan que la falta de contenidos en maya en los medios masivos representa un desafío para la preservación del idioma, especialmente entre los jóvenes.
A pesar de los desafíos, San José Tzal demuestra una notable resiliencia lingüística, los datos sugieren que la comunidad sigue siendo un bastión del maya en la región metropolitana de Mérida. Las interacciones diarias en maya, combinadas con un interés activo en la enseñanza y el mantenimiento de la lengua, reflejan un compromiso colectivo con la preservación de esta herencia cultural.

## ATLAS DE RIESGOS DE SAN JOSE TZAL - Escenarios futuros ante el cambio climático[20]
San José Tzal, una de las comisarías del municipio de Mérida, Yucatán, ocupa una posición relevante en el contexto del Atlas de Riesgos de Mérida debido a sus características geográficas, urbanas, sociales y económicas. Esta localidad, situada al sur de Mérida, enfrenta diversos riesgos naturales y antrópicos derivados de su ubicación en la península de Yucatán y de su integración gradual al crecimiento urbano de la ciudad. Este análisis se centra exclusivamente en San José Tzal, incorporando fechas, porcentajes y datos específicos según el documento mencionado.
San José Tzal está localizada en una región con predominancia de suelos kársticos, típicos de la península de Yucatán, caracterizados por alta permeabilidad y una baja capacidad de retención de agua superficial. Este factor, combinado con la topografía plana y la ausencia de grandes sistemas fluviales, determina que el riesgo de inundaciones por acumulación de agua superficial sea bajo en comparación con otras zonas del municipio. Sin embargo, existen fenómenos de inundación temporal asociados a lluvias intensas, especialmente en zonas urbanizadas con escasa infraestructura de drenaje pluvial. El análisis del atlas señala que entre el 12% y el 18% de la superficie urbana de San José Tzal presenta acumulación de agua durante eventos de lluvias extremas, lo que afecta principalmente a las calles periféricas y algunos terrenos no desarrollados.
El riesgo sísmico en San José Tzal es prácticamente nulo, conforme al análisis de peligrosidad sísmica para Mérida. Sin embargo, el documento advierte sobre posibles impactos indirectos derivados de movimientos telúricos en regiones vecinas que puedan alterar la estabilidad de infraestructuras vulnerables. En el caso de esta comisaría, la mayoría de las viviendas se encuentran construidas con materiales tradicionales, como mampostería de baja resistencia, lo que aumenta su susceptibilidad a vibraciones o movimientos inducidos por actividades humanas, como explosiones o tráfico pesado. Cabe recalcar, aunque la Península de Yucatán se encuentra en una región de baja actividad tectónica, el Atlas identifica la existencia de fracturas en el subsuelo cárstico en San José Tzal, lo que podría incrementar la susceptibilidad a colapsos o hundimientos. En los últimos cinco años, no se han reportado incidentes mayores relacionados con estos fenómenos, pero se recomienda monitorear el estado de las cavidades subterráneas para prevenir riesgos futuros.
Respecto a riesgos hidrometeorológicos, San José Tzal es vulnerable a los efectos de ciclones y huracanes debido a su ubicación en una región propensa a estos fenómenos, especialmente durante la temporada que va de junio a noviembre. El atlas clasifica el nivel de exposición de la comisaría como moderado, destacando que el impacto más significativo no proviene de vientos extremos, sino de las lluvias asociadas y la consecuente afectación de servicios básicos. Un análisis de eventos históricos señala que huracanes como "Isidoro" (2002) y "Gilberto" (1988) dejaron daños considerables en caminos y estructuras en esta zona, aunque no se reportaron pérdidas humanas.
En términos de vulnerabilidad social, el documento identifica a San José Tzal como una comunidad con un índice de marginalidad media, basándose en indicadores como acceso limitado a servicios básicos, educación y empleo. El porcentaje de población sin acceso a agua potable mediante red pública se estima en un 22%, mientras que el 18% carece de drenaje sanitario adecuado. Este contexto incrementa la vulnerabilidad de los habitantes frente a riesgos sanitarios, particularmente durante y después de eventos hidrometeorológicos. Adicionalmente, el atlas documenta que el 65% de las viviendas en San José Tzal cuentan con techos de lámina o materiales precarios, aumentando la susceptibilidad al daño estructural durante huracanes.
Otro riesgo relevante en San José Tzal es el riesgo ambiental, asociado a la pérdida de vegetación nativa y la expansión urbana no planificada. La comisaría está cerca de la Reserva Ecológica Cuxtal, un área natural protegida que actúa como un pulmón verde y proveedor de servicios ecosistémicos para Mérida. La expansión de asentamientos humanos hacia la reserva, documentada en un crecimiento anual del 3.2% en superficie ocupada entre 2010 y 2020, genera presiones sobre los recursos naturales y aumenta la posibilidad de conflictos ambientales. Este problema también afecta la calidad del agua subterránea, dado que el uso de fosas sépticas y la deforestación incrementan la contaminación del manto freático.
El atlas también destaca riesgos relacionados con incendios forestales y urbanos. San José Tzal enfrenta un riesgo medio-alto de incendios forestales durante la temporada seca, que abarca de marzo a mayo. En los últimos 15 años, se registraron al menos cinco eventos significativos que afectaron áreas de monte bajo cerca de la comunidad, siendo la causa principal la quema agrícola sin control. Además, el riesgo de incendios urbanos, aunque bajo, está vinculado al almacenamiento inadecuado de combustibles y la falta de infraestructura de protección civil adecuada, como hidrantes.
En cuanto al riesgo antrópico, San José Tzal está clasificado como una zona de baja peligrosidad por actividades industriales o de transporte de sustancias peligrosas. Sin embargo, se menciona la posibilidad de accidentes en las vialidades cercanas debido al tráfico constante de vehículos pesados que transitan entre Mérida y las comunidades vecinas. Las estadísticas reportan al menos tres incidentes de esta naturaleza en el último quinquenio, sin consecuencias fatales, pero con daños materiales significativos.
El análisis del riesgo de salud pública en San José Tzal resalta problemas recurrentes como brotes de enfermedades gastrointestinales y dengue, asociados a la acumulación de agua en recipientes y a la falta de recolección eficiente de residuos sólidos. En 2021, el 7% de la población reportó casos de enfermedades relacionadas con el agua, y se documentaron 24 casos confirmados de dengue. Estas cifras subrayan la necesidad de implementar programas de prevención y control en colaboración con las autoridades sanitarias locales.
El atlas también incluye un análisis sobre la capacidad de respuesta de la comunidad frente a desastres. En este sentido, San José Tzal presenta limitaciones significativas debido a la falta de infraestructura adecuada y recursos humanos capacitados en materia de protección civil. Aunque se cuenta con una oficina administrativa de la comisaría y un espacio que funciona como refugio temporal, su capacidad es insuficiente para atender a toda la población durante emergencias mayores. Las simulaciones realizadas en 2022 indican que, en un escenario de huracán categoría 3, al menos el 30% de la población quedaría expuesta a condiciones de vulnerabilidad extrema.
En conclusión, San José Tzal enfrenta una combinación de riesgos naturales, sociales y ambientales que requieren atención integral y coordinación entre los niveles de gobierno. La comunidad se encuentra en una posición de vulnerabilidad frente a fenómenos hidrometeorológicos y problemas asociados a la expansión urbana, pero también cuenta con oportunidades para mejorar su resiliencia mediante estrategias como la educación ambiental, la mejora de infraestructura y la promoción de programas de protección civil. Este análisis subraya la importancia de considerar las particularidades de localidades como San José Tzal dentro de la planificación y gestión de riesgos en el municipio de Mérida.
San José Tzal, enfrenta varias amenazas derivadas tanto de su situación geográfica como de los impactos sociales y económicos que acompañan al rápido crecimiento urbano de la zona. A pesar de su condición rural, ha experimentado cambios significativos en los últimos años debido a la expansión de Mérida y la conversión de su territorio en una zona periurbana.
1. Riesgos Geofísicos y     Hidrometeorológicos: San José Tzal está expuesto a una variedad de fenómenos naturales, entre los cuales destacan los riesgos hidrometeorológicos relacionados con el cambio climático, tales como     sequías prolongadas, tormentas tropicales e inundaciones. Según el análisis del Atlas de Riesgos, la zona de Mérida, donde se encuentra San José Tzal, tiene un índice de humedad variable, con gradientes negativos que podrían ser más pronunciados debido al calentamiento global. El     aumento de la temperatura y las alteraciones en los patrones deprecipitación podrían generar sequías más severas, afectando no solo a la     agricultura local, sino también a la disponibilidad de agua potable, un     recurso vital para las comunidades rurales.
2. Urbanización y Cambio Climático: La expansión de Mérida y la urbanización de áreas rurales como San José     Tzal también representan riesgos relacionados con el cambio climático. El proceso de urbanización genera cambios en el uso del suelo, afectando la capacidad de los ecosistemas locales para mitigar los impactos de fenómenos naturales. Además, las construcciones irregulares y las viviendas precarias en áreas de alto riesgo aumentan la vulnerabilidad de la población ante posibles desastres. En este sentido, las autoridades locales han comenzado a formular políticas para la adaptación al cambio climático, como la implementación de medidas de mitigación de riesgos y el fortalecimiento de la infraestructura resiliente.
3. Vulnerabilidad Social y Económica: La vulnerabilidad de San José Tzal no solo está determinada por su     exposición a riesgos naturales, sino también por factores sociales y económicos. Con una población que depende en gran parte del empleo en Mérida y del sector primario, las crisis económicas o la diseminación de     fenómenos extremos podrían agravar las condiciones de pobreza. Según el Atlas, los factores socioeconómicos como la marginación, la falta de infraestructura adecuada y el limitado acceso a servicios básicos son condiciones que exacerban los efectos de los fenómenos naturales. Esta situación requiere una intervención más activa en la planificación urbana y rural, para minimizar los impactos de futuros riesgos.
4. Impacto del Cambio Climático en la Salud y la Vivienda: Uno de los riesgos derivados del cambio     climático en San José Tzal es el aumento de las temperaturas extremas, que pueden afectar tanto la salud de los habitantes como las condiciones de vida en general. La mayor frecuencia de olas de calor, combinadas con la falta de infraestructura adecuada para soportar estos cambios, puede llevar a un incremento en enfermedades respiratorias y cardiovasculares, especialmente en la población más vulnerable, como los niños y los ancianos. Además, las viviendas precarias, muchas de ellas construidas sin     un adecuado control urbano, están particularmente expuestas a daños durante fenómenos meteorológicos extremos como tormentas e inundaciones.
5. Medidas de Mitigación y     Adaptación al Cambio Climático: Ante estos riesgos, el Atlas sugiere     que las políticas de mitigación y adaptación deben basarse en una mejor planificación del uso del suelo, la promoción de edificaciones sustentables, y la mejora de la infraestructura básica. La implementación de sistemas de alerta temprana, así como la creación de redes de monitoreo climático y meteorológico, son pasos fundamentales para mejorar la preparación ante eventos extremos. También es necesario fomentar una mayor     conciencia pública sobre los riesgos climáticos y las medidas preventivas a seguir, lo que incluye educar a la población sobre prácticas más resilientes frente al cambio climático.
6. Estrategias de Adaptación a Nivel Local: A nivel local, el fortalecimiento de la gestión integral de riesgos es esencial para la resiliencia de la comunidad. En este sentido, se deben realizar acuerdos de colaboración con organizaciones no gubernamentales y académicas, para realizar estudios específicos sobre el cambio climático en San José Tzal. Estos estudios permitirían conocer con mayor detalle los impactos futuros del cambio climático en la región, lo cual ayudaría a tomar decisiones informadas sobre la adaptación de la     comunidad a estos cambios. Además, se debe asegurar que los recursos destinados a la prevención sean mayores, priorizando el monitoreo de las variables meteorológicas y la mejora de las infraestructuras vulnerables.
7. Proyección de Riesgos a Futuro:     A futuro, si las condiciones de cambio climático no se gestionan     adecuadamente, San José Tzal podría enfrentar mayores riesgos asociados con la escasez de agua, el aumento de las temperaturas extremas y la pérdida de biodiversidad local. La planificación urbana y rural deberá ser fundamental para mitigar estos riesgos y garantizar que la población tenga acceso a los recursos necesarios para su adaptación. También se prevé que la vulnerabilidad social siga siendo un factor importante, por lo que se deben seguir fortaleciendo los esfuerzos comunitarios para aumentar la     resiliencia local ante futuras amenazas.

## Mujeres en pobreza multidimensional en una zona urbana de Yucatán[22]
San José Tzal, ubicado a 19 kilómetros de Mérida, Yucatán, es una de las localidades incluidas en el análisis de pobreza multidimensional urbana que afecta a mujeres en diferentes comisarías de la región. Este lugar representa un escenario importante para estudiar las condiciones económicas, sociales y culturales que perpetúan la pobreza entre las mujeres. Según los resultados del estudio realizado, 95.1 % de las mujeres entrevistadas en San José Tzal hablan lengua maya, lo que contrasta con los porcentajes significativamente menores en otras localidades de estudio. Este dato resalta la fuerte presencia cultural y lingüística indígena que, sin embargo, coexiste con limitaciones en cuanto al acceso a educación y oportunidades económicas.

### Escolaridad y acceso educativo
En términos educativos, el informe detalla que 82 % de las mujeres entrevistadas completaron el nivel básico de primaria, pero ninguna de las mujeres de la muestra tiene estudios universitarios. En el caso de San José Tzal, estas cifras se agravan por factores culturales y socioeconómicos. Las mujeres que no concluyen su formación suelen tener su primer hijo a edades tempranas, en ocasiones desde los 12 años, perpetuando un ciclo de maternidad prematura y limitación de oportunidades. Las cifras indican que quienes concluyeron la primaria tuvieron su primer hijo entre los 19 y 26 años, mientras que aquellas sin estudios formales enfrentaron embarazos desde edades mucho más tempranas.

### Actividad laboral y autonomía económica
En San José Tzal, la mayoría de las mujeres se dedican a labores domésticas, lo que refleja la persistencia de roles de género tradicionales. Del total de entrevistadas, 34.5 % no tienen un trabajo remunerado, mientras que un porcentaje similar trabaja por cuenta propia, con ingresos variables y generalmente insuficientes. En cuanto a las mujeres asalariadas, el 83.3 % no cuenta con contratos formales que garanticen prestaciones laborales, lo que incrementa su vulnerabilidad económica. Esta falta de seguridad laboral también afecta su acceso a créditos de vivienda y a sistemas de jubilación, lo que perpetúa las condiciones de pobreza estructural. Respecto al acceso a vivienda en San José Tzal, 60.4 % de las mujeres asalariadas no tienen acceso a créditos habitacionales, y entre quienes sí tienen esa posibilidad, la mayoría depende de sus parejas o familiares para obtenerlos. Esta dependencia económica limita la autonomía de las mujeres y reduce su capacidad para generar un patrimonio propio.
En cuanto a los servicios básicos, la mayoría de las entrevistadas reportó problemas de acceso adecuado, especialmente en lo relacionado con salud y alimentación. En el caso de San José Tzal, las mujeres señalaron que 87.6 % recurren al servicio de salud público, que perciben como deficiente debido a la falta de medicamentos, tiempos prolongados de espera y diagnósticos imprecisos.

### Socialización del género y roles familiares
Las dinámicas familiares en San José Tzal reflejan un fuerte arraigo a tradiciones que asignan a las mujeres la mayoría de las responsabilidades del hogar. De las entrevistadas, 58 % indicó que ellas son las principales responsables de la disciplina de los hijos, mientras que la participación de los hombres en este ámbito es significativamente menor. Además, en cuanto a la administración del dinero, el 55 % de las mujeres reporta hacerlo en pareja, aunque en muchos casos esta "decisión conjunta" está influenciada por la dependencia económica hacia sus esposos.
Dentro del contexto de pobreza multidimensional, evidencia que las mujeres enfrentan barreras significativas en términos de educación, empleo y acceso a servicios básicos. Estas condiciones no solo perpetúan su situación de pobreza, sino que también limitan su capacidad para aspirar a una vida autónoma y digna. La fuerte presencia de hablantes de lengua maya destaca un elemento cultural importante que, aunque representa un valioso patrimonio, también evidencia las desigualdades y discriminaciones históricas que enfrenta esta comunidad.